# Alex Hope
Alex Hope, pseudonimo di Alexandra Hope Robotham (Londra, 29 novembre 1993), è una cantautrice australiana.
Alex Hope è stata vincitrice di ARIA e APRA Award ed è figlia di Michael Robotham, vincitore del Gold Dagger.
La cantautrice è inoltre produttrice, musicista e cantante ed ha collaborato con vari artisti come Troye Sivan, Tina Arena, Taylor Henderson, Wrabel, Tove Lo, Jessica Mauboy, Jack Antonoff, Guy Sebastian, Tuka e Broods.

## Carriera
Alex è co-autrice di svariati singoli, come Borrow My Heart di Taylor Henderson, concorrente di X Factor Australia, con la quale ha raggiunto la posizione No. 1 dell'ARIA Singles Chart ed ha vinto due volte il disco platino, e  Your Eyes di Jai Waetford, arrivato al No. 6 della stessa classifica.
Ha partecipato alla scrittura di When You Were Mine, il primo singolo del secondo album in studio di Taylor Henderson, che ha raggiunto la quinta posizione dell'ARIA Singles Chart ed ha vinto il platino.
È scrittrice di quattro canzoni di Reset, album di Tina Arena, incluso Only, che ha raggiunto il No. 32 dell'ARIA Singles Chart dopo essere stato utilizzato, nel 2013, per una pubblicità per un finale di stagione della soap opera Home and Away.
Alex è co-compositrice con Robert Conley della canzone Paper Thin, che è arrivata seconda nel Vanda & Young Songwriting Competition  del 2013.
Nel dicembre del 2013 Alex ha firmato un contratto con Sony ATV Publishing.
È co-autrice di Fun, singolo del primo EP di Troye Sivan, Trxye ed ha prodotto come vocalist il singolo Papercut, di Zedd.
Ha lavorato come produttrice e scrittrice nel primo album di Troye Sivan Blue Neighbourhood, uscito nel dicembre 2015, ed ha contribuito come vocalist nel singolo BLUE. Sivan lo ha proposto per la prima volta il 13 ottobre 2015 al World Record di Zane Lowe su Apple Music's Beats 1.
Nel 2016 Alex è stata nominata come Cantautrice di successo dell'anno agli APRA Awards (Australia).

## Crediti
| Anno | Artista          | Album                   | Canzone            | Crediti                             |
| ---- | ---------------- | ----------------------- | ------------------ | ----------------------------------- |
| 2013 | Tina Arena       | Reset                   | Only Lonely        | Scrittrice                          |
| 2013 | Tina Arena       | Reset                   | Patchwork Heart    | Scrittrice / Chitarrista            |
| 2013 | Tina Arena       | Reset                   | Don't Look Back    | Scrittrice / Chitarrista            |
| 2013 | Tina Arena       | Reset                   | Lose Myself        | Scrittrice                          |
| 2013 | Jai Waetford     | Jai Waetford EP         | Your Eyes          | Scrittrice                          |
| 2013 | Taylor Henderson | Taylor Henderson        | Borrow My Heart    | Scrittrice                          |
| 2014 | Taylor Henderson | Burnt Letters           | When You Were Mine | Scrittrice                          |
| 2014 | Taylor Henderson | Burnt Letters           | Already Gone       | Scrittrice                          |
| 2014 | Taylor Henderson | Burnt Letters           | Brighter Days      | Scrittrice                          |
| 2014 | Taylor Henderson | Burnt Letters           | Piece by Piece     | Scrittrice                          |
| 2014 | Taylor Henderson | Burnt Letters           | Close To Nothing   | Scrittrice                          |
| 2014 | Taylor Henderson | Burnt Letters           | The Best Part      | Scrittrice                          |
| 2014 | Taylor Henderson | Burnt Letters           | Burnt Letters      | Scrittrice / Produttrice            |
| 2014 | Troye Sivan      | Trxye                   | Fun                | Scrittrice                          |
| 2014 | Jessica Mauboy   | Beautiful               | Palace             | Scrittrice / Guitar                 |
| 2014 | Guy Sebastian    | Madness                 | The Pause          | Scrittrice                          |
| 2015 | Tuka             | Life Death Time Eternal | Nirvana            | Scrittrice / Produttrice            |
| 2015 | Tuka             | Life Death Time Eternal | My Star            | Scrittrice / Produttrice            |
| 2015 | Tuka             | Life Death Time Eternal | Right By You       | Scrittrice / Produttrice            |
| 2015 | Troye Sivan      | WILD                    | WILD               | Scrittrice / Produttrice            |
| 2015 | Troye Sivan      | WILD                    | FOOLS              | Scrittrice                          |
| 2015 | Troye Sivan      | WILD                    | DKLA               | Scrittrice                          |
| 2015 | Troye Sivan      | Blue Neighbourhood      | COOL               | Scrittrice / Produttrice            |
| 2015 | Troye Sivan      | Blue Neighbourhood      | HEAVEN             | Scrittrice                          |
| 2015 | Troye Sivan      | Blue Neighbourhood      | YOUTH              | Scrittrice                          |
| 2015 | Troye Sivan      | Blue Neighbourhood      | TOO GOOD           | Scrittrice / Produttrice            |
| 2015 | Troye Sivan      | Blue Neighbourhood      | BLUE               | Scrittrice / Produttrice / Vocalist |